# Slottslän

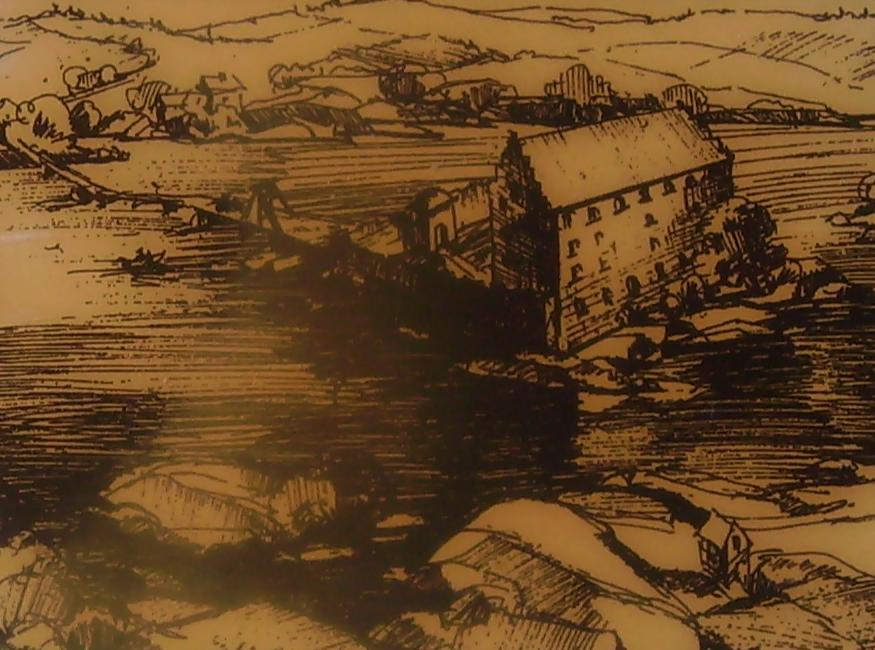
Rekonstruktion av Ringstaholms slott

Ett slottslän var det geografiska område som under medeltiden avdelades till en borgs underhåll. I Sverige var dock slottslänen vanligen stora och omfattade större områden än vad som behövdes för borgens underhåll.
Länen var huvudsakligen av tre typer: 
1. pantlän, som tilldelades en herreman som ersättning för lån till kronan till dess att lånet var återbetalt. Alla inkomster i länet tillföll innehavaren.
2. län på tjänst var förläningar som tilldelades herremän som ersättning för tjänster de gjort kungen. Även här hade länsinnehavaren rätt att behålla alla inkomster från länet utan redovisning.
3. Kronolän som förvaltades av en fogde (advocatus), om han även var militärbefälhavare i området vanligen kallad hövitsman (capitaneus), vilken hade skyldighet att redovisa och leverera allt överskott från länet till kronan. Ibland fastställdes en fast summa att levereras årligen, varvid länsinnehavaren hade rätt att behålla eventuellt överskott men även skjuta till vid ett underskott i skatteintäkterna.[1]

Kronolänen kom från 1300-talet att kallas fatburslän. Ingen specifik skillnad gjordes om länets förvaltningscentrum utgjordes av en borg eller en kungsgård. Under Vasatiden kom så en centralisering av rikets förvaltning att ske och länet som lokalt maktcentrum försvinna. Från mitten av 1500-talet är slottslänen i princip att se som fögderier, och de mer kamerala län som tillkom från den tiden hade egentligen inget av maktrollen de gamla slottslänen hade.

## Slottslän
Här nedan listas slottslän i nuvarande Sverige som fanns innan Axel Oxenstiernas länsreform 1634:
| län                  | residens                                           | årtal från        | årtal till       | beskrivning |
| -------------------- | -------------------------------------------------- | ----------------- | ---------------- | --- |
| Arboga län           | Arboga gård                                        | 1450-talet        | 1590/1618        | var tidigare Köpings län |
| Axevalla län         | Axevalla hus                                       | 1300-talet        | 1469             | Valle, Guhems, Laske härader |
| Borgholms län        | Borgholm                                           | 1300 ca.          | 1634             | Öland |
| Borns hyttegårds län | Borns hyttegård                                    | 1550              | 1600 ca.         | Kopparbergslagen |
| Bråborgs län         | Bråborg                                            | 1556              | 1630             | i Lösings härad |
| Dalaborgs län        | Dalaborg                                           | 1300-talet        | 1434             | större delen av Dalsland |
| Ekholms län          | Ekholm                                             | 1370-talet        | 1400-talets slut | Väne, Bjärke, Flundre och Vardbo härader samt delar av Åse och Viste härader |
| Eskilstuna län       | Eskilstuna hus                                     | 1530/1546         | 1634             | Väster- och Österrekarne samt Villåttinge vissa tider |
| Forsholms län        | Forsholm                                           | 1300-talet        | 1400 ca.         | Kinne och kanske Kållands härad |
| Gripsholms län       | Gripsholms slott                                   | 1300-talet        | 1634             | fortsatt som livgeding till 1655 och 1660-1719 |
| Gävleborgs slottslän | Gävle kungsgård                                    | 1593              | 1634             | Gästrikland, livgeding till 1637 |
| Helsingborgs län     | Helsingborgs slott                                 | 1200-talet        | 1669             | danskt slottslän |
| Hofs län             | Hovgården                                          | 1300-talet        | 1545/1571        | Dals, Lysings, Vifolka och Göstrings härad, nu i Östergötlands län |
| Jönköpings slottslän | Jönköpings slott                                   | 1540-talet        | 1634             | en fortsättning av Rumlaborgs län |
| Kalmar slottslän     | Kalmar slott                                       | 1300-talet        | 1634             | stor del av nuvarande Kalmar län |
| Karlsborgs län       | Karlsborg, Bohuslän                                | 1525              | 1531             | Viken |
| Kronobergs slottslän | Kronobergs slott                                   | 1543              | 1590-talets slut | fyra av fem härader i Värend |
| Kungsörs län         | Kungsörs gård                                      | 1562              | 1634             | även benämnd Ulfsunds län, i Södermanland |
| Kägleholms län       | Kägleholm                                          | 1549              | 1561             | Glanshammar härad, nu del av Örebro län |
| Köpings län          | Köpingshus                                         | 1300-talet        | 1450-talet       | blev senare Arboga län |
| Landskrona län       | Landskrona slott                                   | 1547              | 1669             | danskt slottslän |
| Lindholmens län      | Lindholmens borg i Svedala                         | 1330-talet        | 1300-talets slut | oklart om länets omfattning |
| Linköpings län       | Linköpings slott                                   | 1470-talet        | 1634             | nu del av Östergötlands län |
| Läckö län            | Läckö slott                                        | 1300-talet        | 1634             | nu del av Västra Götalands län |
| Lödöse län           | Lödösehus                                          | 1200-talet        | 1370-talet       | |
| Malmöhus slottslän   | Malmöhus                                           | 1300-talet        | 1669             | danskt slottslän |
| Nyköpings län        | Nyköpingshus                                       | 1300-talet        | 1634             | Jönåkers, Röne, (Daga) och Oppunda härader |
| Näsgårds län         | Näs kungsgård                                      | 1542              |                  | tog över efter Tuna län, i Dalarna |
| Olsborgs län         | Olsborg                                            | 1523              | 1525             | Viken efterträddaes av Karlsborgs län |
| Openstens län        | Opensten                                           | 1300-talet        | 1434             | Kind, Mo och eventuellt Redvägs härader |
| Orreholmens län      | Orreholmens kungsgård                              | 1611              | 1618             | m.fl. Vartofa härad |
| Ringstaholms län     | Ringstaholm                                        | 1300-talet        | 1470             | Bråbo, Lösings, Åkerbo, Gullbergs, Memmings härader, nu i Östergötlands län |
| Rumlaborgs län       | Rumlaborg                                          | 1300-talet        | 1540-talet       | efterträddes av Jönköpings slottslän |
| Stegeborgs län       | Stegeborg                                          | 1300-talet        | 1634             | nu en del av Östergötlands län, namnges Stükeborg av danskarna |
| Stegeholms län       | Stegeholm                                          | 1300-talet        | 1517/1634        | nu del av Kalmar län |
| Stockholms slottslän | Slottet Tre Kronor                                 | 1300-talet        | 1634             | en del av dagens Stockholms län |
| Strömsholms län      | Strömsholms slott                                  | 1560-talet        | 1621             | Snevringe härad |
| Stynaborgs län       | Stynaborg                                          | 1390 ca.          | 1435             | Ale, Barne och Kullings härader |
| Stäkes län           | Almarestäkets borg                                 | 1300-talet        | 1557             | Bro, Håbo och Ärlinghundra härader |
| Sundbyholms län      | Sundbyholms slott                                  | 1558              | 1562             | Villåttinge |
| Svartsjö län         | Svartsjö slott                                     | 1300-talet        | 1634             | Färingsö och Munsön, senare hela Färentuna och från 1557 även Bro |
| Säter gårds län      | Säters gård                                        | 1554              | 1589             | utbrutet ur och återgick till Näsgårds län |
| Telgehus län         | Telge hus                                          | 1318              | 1527             | Öknebo, Hölebo samt västra delen av Svartlösa härad, fogden här underställd hövitsmannen på Stockholms slott |
| Tuna län             | Kungsgården i Tuna                                 | 1300-talet        | 1542             | togs över av Näsgårds län, i Dalarna |
| Uppsala (slotts)län  | Uppsala slott, tidigare Uppsala gård och kungsgård | 1400-talets börja | 1634             | Ulleråker, Vaksala, Bälinge, Rasbo Norunda tidigt även Olands, Tierp, Våla |
| Vadstena slottslän   | Vadstena slott                                     | 1541/1571         | 1634             | nu del av Östergötlands län |
| Vibyholms län        | Vibyholms slott                                    | 1582              | 1630-talet       | Villåttinge |
| Väsby län            | Väsby kungsgård                                    | 1533              | 1620             | Torstuna, Yttertjurbo och Simtuna, delen Övertjurbo och Våla kallas även Salbergs län |
| Västerås län         | Västerås slott                                     | 1300-talet        | 1634             | |
| Älvsborgs slottslän  | Älvsborg                                           | 1300-talet        | 1634             | nu del av Västra Götalands län |
| Örbyhus län          | Örbyhus slott                                      | 1530-talet        | 1634             | Tierps, Våla och Vendels härader samt Älvkarleby, Västlands, Österlösta, Hållnäs, Valö, Danmarks och Films socknar; Våla härad 1549 överfört till Salbergs län                                                                       |
| Örebro slottslän     | Örebro slott                                       | 1300-talet        | 1634             | torde under slutet av 1300-talet och början av 1400-talet ha omfattat hela Närke; 1413 fanns även Vallbygårds län, som troligen endast omfattade socknarna närmast kungsgården i Kungs-Vallby, Grimstens härad och försvinner senare |
| Örestens län         | Örestens fästning                                  | 1300-talet        | 1521             | Marks härad |
| Östhammars län       | Östhammarshus                                      | 1395 omtalat      | 1400-talets mitt | Frösåkers härad |

### Svenska slottslän i Finland innan länsreformen 1634[5]
|                 |                                |            |            | |
| län             | residens                       | årtal från | årtal till | beskrivning |
| Borgå län       | Borgå                          | 1523       | 1619       | östra delen av historiska Nyland utan områdena av nuvarande Fredrikshamn, Kotka, Pyttis och norra delen av Hyvinge |
| Kastelholms län | Kastelholms slott              | 1388       | 1634       | Åland |
| Korsholms län   | Korsholms slott                | 1384       | 1634       | området av historiska Österbotten utan områdena av nuvarande Bötom, Kaskö, Korsnäs, Kristinestad, Närpes och Storå |
| Kumogårds län   | Kumo slott Kumogård Björneborg | 1331       | 1634       | området av historiska Satakunda utan områdena av nuvarande Eura och Raumo ävensom södra delen av Euraåminne, men samt områdena av nuvarande Bötom, Kaskö, Korsnäs, Kristinestad, Närpes och Storå från historiska Österbotten ävensom norra delen av nuvarande Pöytis från historiska Egentliga Finland |
| Nyslotts län    | Olofsborg                      | 1475       | 1634       | området av historiska Savolax |
| Raseborgs län   | Raseborgs slott                |            | 1634       | västra delen av historiska Nyland utan områdena av nuvarande Högfors och Vichtis |
| Tavastehus län  | Tavastehus slott               |            | 1634       | området av historiska Tavastland utan östra och sydvästra delarna av nuvarande Kouvola, men samt områdena av nuvarande Högfors och Vichtis frän historiska Nyland |
| Viborgs län     | Viborgs slott                  | 1293       | 1634       | sydvästra delen av historiska Karelen samt områdena av nuvarande Fredrikshamn, Kotka och Pyttis från historiska Nyland ävensom östra hälften av nuvarande Kouvola från historiska Tavastland |
| Åbo län         | Åbo slott                      |            | 1634       | området av historiska Egentliga Finland utan norra delen av nuvarande Pöytis, men samt nuvarande områdena av Eura, Raumo och södra delen av Euraåminne från historiska Satakunda |